# Estereolitografia

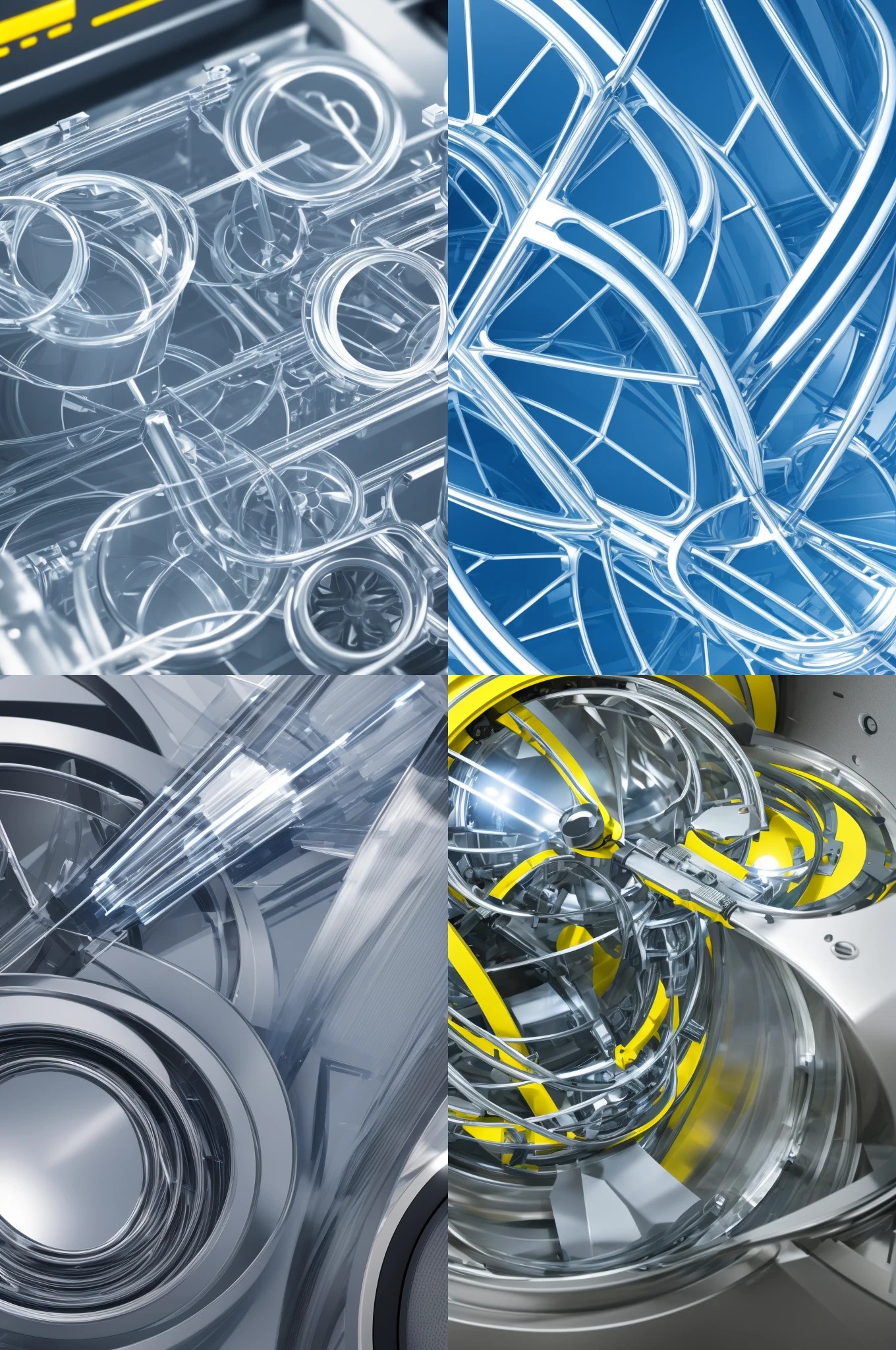
Processos de funcionamento de uma máquina estereolitografia

Estereolitografia é uma forma de tecnologia de impressão 3D usada para criar modelos, protótipos, padrões e peças de produção em uma camada por camada, usando processos fotoquímicos pelos quais a luz faz com que monômeros e oligômeros químicos se cruzem para formar polímeros. Também é uma  comum para manufatura rápida e prototipagem rápida para produção de partes de alta precisão e e finalização de superfícies. Um dispositivo que executa estereolitografia é chamado de SLA (Stereolithography Apparatus).
Pode-se produzir moldes para injeção feitos de um compósito de metal e cerâmica. Neste processo, uma máquina de estereolitografia é usada para produzir um modelo positivo da peça a ser moldada. A seguir esse modelo é revestido com níquel, o qual é reforçado com um material cerâmico rígido. As duas metades do molde são separadas para se remover o modelo, obtendo-se então um molde que pode produzir dezenas de milhares de peças injetadas.
Destaca-se a influência da tecnologia de impressão na qualidade mecânica das peças, onde comparando as propriedades mecânicas com peças produzidas por FDM (Fused Deposition Modeling) e SLA. É possível, segundo,, observar que componentes impressos em SLA geralmente apresentam as melhores propriedades.
O pós-processamento na fabricação aditiva. Aponta que, embora muitas peças 3D não exijam pós-processamento, algumas aplicações industriais necessitam desse procedimento para melhorar as suas propriedades mecânicas, acabamento superficial e outras características.

## Processos
Já os processos de ferramentaria direta, que permitem produzir ferramental com alta dureza diretamente de arquivos CAD, constituem o “Santo Grall” das técnicas de ferramentaria rápida. Acredita-se que ainda serão necessários vários anos para que essas técnicas se tornem plenamente comerciais, mas já há alguns desenvolvimentos animadores:
- Rapid Tool:

Um processo que sinteriza seletivamente grânulos de aço revestidos de polímero de forma a produzir um molde metálico. A seguir o molde é colocado num forno onde se queima o ligante polimérico e a peça é infiltrada com cobre. O molde resultante pode produzir até 50.000 peças injetadas.
- Direct AIM:

Machos produzidos por estereolitografia são usados com moldes tradicionais de metal para injeção normalmente empregados na produção de peças de PEAD, PEBD, PS, PP e ABS.  Pode-se produzir até 200 peças com boa precisão. Contudo, são requeridos tempos de ciclo relativamente longos (da ordem de cinco minutos) para se permitir que a peça moldada resfrie o suficiente de forma a não aderir no macho feito por estereolitografia.

## Usos

### Modelagem médica
Modelos estereolitográficos são utilizados na medicina desde os anos 90 para criar modelos 3D precisos de várias regiões anatômicas de um paciente, com base em dados de digitalizações de computador.
O melhoramento das características mecânicas de impressões em SLA pode ser efetuada pela criação controlada de poros em impressões 3D SLA. Destacando-se a inovação na combinação de materiais (reforço e matriz) para obter porosidade desejada, tendo crescente popularidade na indústria biomédica.

### Prototipagem
A estereolitografia é frequentemente usada para prototipagem de peças. Por um preço relativamente baixo, a estereolitografia pode produzir protótipos precisos, mesmo de formas irregulares. Por exemplo, a combinação de nanopartículas e materiais poliméricos controla a viscosidade ou fluxo desses fluidos específicos para uso em robôs moles.
Curiosidades e melhorias futuras
Sustentabilidade na impressão 3D SLA, destaca-se a preocupação no uso de materiais sustentáveis e processos mais ecológicos, com a reutilização, renovação e reprocessamento de materiais, bem como a eliminação de solventes orgânicos prejudiciais.
 

Caso particular que aborda a busca por resinas que combinem transparência ótica e boas características mecânica na impressão 3D por SLA. Constata-se dificuldade em encontrar materiais que atendam a ambos os requisitos, indicando uma lacuna na tecnologia atual. Embora a pesquisa seja relevante para várias aplicações, a falta de evidências práticas levanta questões sobre a aplicabilidade real da resina desenvolvida.